# Ålands Framtid
Ålands Framtid er et politisk parti på Ålandsøerne, der arbejder for Ålandøernes politiske uafhængighed.
Partiet blev dannet i 2001 og stillede for første gang op til valget til Ålands lagting i 2003, hvor det fik 6,5 procent af stemmerne og 2 mandater. Ved valget i 2007 gik det frem til 8,1 procent, men mandattallet forblev uændret. På europæisk plan indgår partiet i Europæisk Fri Alliance. 
Partileder er Anders Eriksson. 